# Fürstenberg-Blumberg
Fürstenberg-Blumberg fue un Condado localizado en Blumberg, al sur de Baden-Württemberg, Alemania. Fue creado como una partición de Fürstenberg-Baar en 1559. Sufrió dos particiones: entre él mismo y Fürstenberg-Möhringen en 1599, y entre Fürstenberg-Messkirch y Fürstenberg-Stühlingen en 1614.

## Condes de Fürstenberg-Blumberg (1559-1614)
- Cristóbal I (1559)
- Alberto I (1559-1599)
- Cristóbal II (1599-1614)

- Datos: Q3755492